# Русенгорд

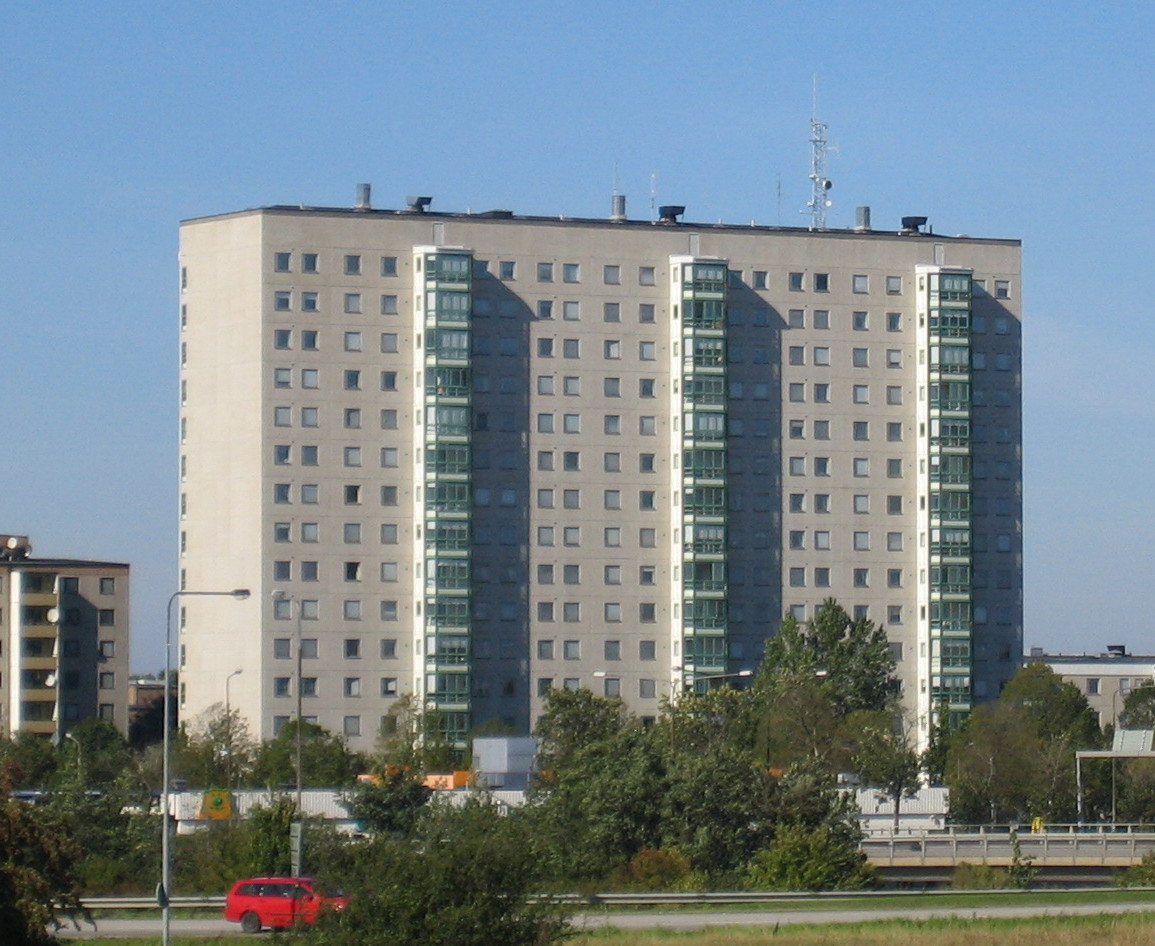
Один из домов Русенгорда

Русенгорд (швед. Rosengård) — жилой район в г. Мальмё (Швеция, лен Сконе).

## История
Дома Русенгорда были построены в конце 60-х — начале 70-х гг. XX в. Строительство Русенгорда было частью т. н. «Программы миллиона», с помощью которой шведские власти пытались решить проблему нехватки жилья, для чего предполагалось построить миллион квартир.

## Население
Население на 2004 год — 21526 человек. Из них 59 % родились за пределами Швеции, а ещё 25 % являются иммигрантами второго поколения. Суммарный процент иммигрантов составляет 84 % (примерно 18 тысяч). Из них косовары (албанцы) — 5231, иракцы — 3235, ливанцы — 2696, боснийцы — 1654, поляки — 543, другие — 4641.
| Народы             | Численность, тысяч | %     |
| ------------------ | ------------------ | ----- |
| Косовары (албанцы) |                    | 24,3  |
| Шведы              |                    | 16,2  |
| Иракцы             |                    | 15,0  |
| Ливанцы            |                    | 12,5  |
| Боснийцы           |                    | 7,7   |
| Поляки             |                    | 2,5   |
| Другие             |                    | 21,8  |
| Всего              |                    | 100,0 |

Из-за высокого естественного прироста населения среди иммигрантов и оттока шведского населения из района процент шведов неуклонно сокращается.
Около 1/3 населения младше восемнадцати лет.
Язык: Несмотря на то, что шведы составляют всего около 16 % населения, шведский язык — главный язык в районе, так как он является единственным языком межнационального общения.
Также распространены арабский, албанский, боснийский и другие языки.

## Социальные условия
Всего около 38 % трудоспособного населения (20-64 года) района имеют работу. Около 80 % получают ту или иную форму пособий.
Более 30 % выпускников средних школ имеют аттестат, который не соответствует шведским требованиям.

## Известные уроженцы
Златан Ибрагимович — один из лучших футболистов мира.